# Fig Orchard
Fig Orchard – obszar niemunicypalny w Kern County, w Kalifornii (Stany Zjednoczone), na wysokości 474 m.